# AB Aviation
AB Aviation là một hãng hàng không tư nhân có trụ sở tại Comoros. Đây là hãng hàng không lớn nhất của Comoros  và là hãng hàng không chính thức của đội tuyểnbóng đá quốc gia Comoros. Công ty sở hữu máy bay Embraer EMB 120 Brasíc.

## Điểm đến
Kể từ tháng 8 năm 2018, AB Aviatation có các chuyến bay đến các điểm đến sau đây.
Comoros
- Anjouan → Sân bay Ouani
- Sân bay Moheli → Mohéli Bandar Es Eslam
- Moroni → Sân bay quốc tế Hoàng tử Ibrahim nói

Pháp
- Dzaoudzi → Sân bay quốc tế Dzaoudzi-Pamandzi

Tanzania
- Dar es Salaam → Sân bay quốc tế Julius Nyerere

## Hạm đội
- 1 máy bay Embraer ERJ 145
- 3 máy bay Embraer EMB 120

(Tính đến  tháng 6 năm 2019) 